# Patrikova hvězdná show
Patrikova hvězdná show (v anglickém originále The Patrick Star Show) je americký animovaný seriál. Byl vytvořen Stephenem Hillenburgem, Marcem Ceccarellim, Andrewem Goodmanem, Kazem, Mr. Lawrencem a Vincentem Wallerem. Seriál měl premiéru 9. července 2021 na Nickelodeonu. Jde o spin-off seriálu Spongebob v kalhotách a zaměřuje na Patrika, který s rodinou moderuje svou show, a na minulost postav, když byly ještě dětmi. V březnu 2022 byla oznámena 2. série pořadu,která měla premiéru 26. července 2023.

## Vysílání
| Řada | Díly | Premiéra v USA    | Premiéra v USA    | Premiéra v ČR   | Premiéra v ČR      |
| Řada | Díly | První díl         | Poslední díl      | První díl       | Poslední díl       |
| ---- | ---- | ----------------- | ----------------- | --------------- | ------------------ |
| 1    | 26   | 9. července 2021  | 25. července 2023 | 15. května 2022 | 17. listopadu 2023 |
| 2    | ?    | 26. července 2023 | bude oznámeno     | 11. března 2024 | bude oznámeno      |

## České znění
Zdroj:
- Jiří Krejčí jako Patrik Hvězdice
- Klára Nováková jako Squidina Hvězdicová
- Martina Šťastná jako Bunny Hvězdicová
- Robert Poupátko jako Cecil Hvězdice
- Tomáš Karger jako Děda Hvězdice
- Jan Maxián jako SpongeBob Squarepants
- Ivo Novák jako Sépiák Chobotnice
- Petr Pospíchal jako pan (Evžen Harold) Krabs
- Antonín Navrátil jako Sheldon J. Plankton
- Petra Hobzová jako Vedlejší postavy
- Ludvík Král jako vedlejší postavy
- Ladislav Cigánek jako vedlejší postavy

## Původní znění
- Bill Fagerbakke jako Patrik Hvězdice
- Jill Talley jako Squdina Hvězdicová
- Cree Summer jako Bunny Hvězdicová
- Tom Wilson jako Cecil Hvězdice
- Dana Snyder jako Děda Hvězdice
- Tom Kenny jako Spongebob Squarepants
- Rodger Bumpass jako Sépiák Chobotnice
- Clancy Brown jako Pan ( Evžen Harold) Krabs
- Mr. Lawrence jako Sheldon J. Plankton
- Carolyn Lawrence jako Veverka Sandy

## Související stránky
- Spongebob v kalhotách
- Korálový tábor: Spongebob na dně mládí